# Troup megye
Troup megye az Amerikai Egyesült Államokban, azon belül Georgia államban található. Megyeszékhelye és legnagyobb városa LaGrange. Lakosainak száma 69 426 fő (2020. április 1.). Troup megye Heard, Harris, Coweta, Meriwether, Chambers és Randolph megyékkel határos.

## Népesség
A megye népességének változása:
| Lakosok száma | 67 159 | 67 776 | 68 469 | 69 053 | 69 763 | 69 426 |
|               | 2010   | 2011   | 2012   | 2013   | 2015   | 2020   |